# Dougie Lampkin
Dougie Lampkin (Silsden, West Yorkshire, Inglaterra, 23 de marzo de 1976) es un piloto de trial británico. Obtuvo siete veces el Campeonato Mundial de Trial Outdoor y cinco veces del Indoor. Además, obtuvo seis triunfos del Scottish Six Days Trial, y cuatro en el Trial de las Naciones como parte de la selección británica.
Procedente de una familia de tradición motociclística (su padre Martin Lampkin fue el primer campeón del mundo de esta especialidad), Dougie compitió por primera vez a los nueve años. Lampkin fue, junto con Jordi Tarrés y Laia Sanz, un campeón del trial con siete títulos mundiales al aire libre. En su día fue el único en la historia de la competición masculina que los había conseguido de manera consecutiva hasta que llegó Toni Bou.

## Palmarés
- 1991
  - Campeón de Inglaterra categoría Schoolboy B.
- 1992
  - Campeón de Inglaterra categoría Schoolboy A.
- 1993
  - Campeón de Europa.
- 1994
  - Campeón de Inglaterra.
  - 6.º clasificado en el Campeonato del Mundo.
  - Campeón de los seis días de trial de Escocia
- 1995
  - Subcampeón de Inglaterra.
  - 4.º clasificado en el Campeonato del Mundo.
- 1996: 
  - Campeón de Inglaterra.
  - Subcampeón del Mundo.
  - Campeón de los seis días de trial de Escocia
- 1997: 
  - Campeón del Mundo Indoor
  - Campeón del Mundo Outdoor
  - Victoria por equipos en el Trial de las Naciones
  - Campeón de Inglaterra
- 1998
  - Campeón del Mundo Indoor
  - Campeón del Mundo Outdoor
  - Campeón de Inglaterra
- 1999
  - Campeón del Mundo Indoor
  - Campeón del Mundo Outdoor
  - Victoria por equipos en el Trial de las Naciones
  - Campeón de Inglaterra
- 2000
  - Campeón del Mundo Indoor
  - Campeón del Mundo Outdoor
  - Campeón de Inglaterra.
- 2001
  - Campeón del Mundo indoor
  - Campeón del Mundo outdoor
  - Campeón de Inglaterra
  - Campeón de España.
- 2002
  - Campeón del Mundo Outdoor
  - Campeón de Inglaterra.
  - Subcampeón del Mundo Indoor
- 2003
  - Campeón del Mundo Outdoor
  - Victoria por equipos en el Trial de las Naciones
  - Campeón de España.
  - Subcampeón del Mundo Indoor
- 2004
  - 3.º clasificado en el Campeonato del Mundo Indoor
  - Subcampeón del Mundo Outdoor
- 2005
  - 4.º clasificado en el Campeonato del Mundo Indoor
  - 3.º clasificado en el Campeonato del Mundo Outdoor
- 2006
  - 6.º clasificado en el Campeonato del Mundo Indoor
  - 4.º clasificado en el Campeonato del Mundo Outdoor